# ヴィットリオ・アドルニ

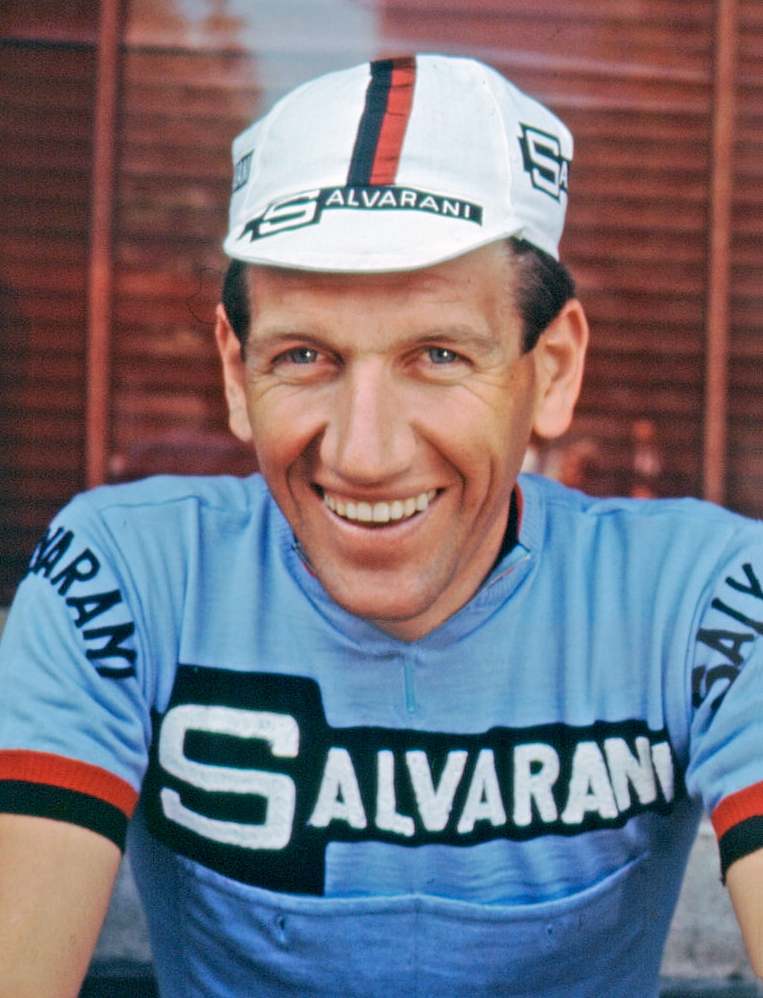
ヴィットリオ・アドルニ, 1966

ヴィットリオ・アドルニ（Vittorio Adorni、1937年11月14日 - 2022年12月24日）は、イタリア、サン・ラッツァロ・ディ・パルマ出身の元自転車競技（ロードレース）選手。

## 経歴
1962年にプロに転向。
エルコーレ・バルディーニ、フェリーチェ・ジモンディ、エディ・メルクスらの主にアシスト役を務める一方で、1965年のジロ・デ・イタリアでは、チームメイトのジモンディ（総合3位）らを破って総合優勝。また、1968年には世界自転車選手権・プロロードを制覇した。
1970年の引退後は、現役時代に自身が所属していたサルヴァラニの監督として、ジモンディやマリーノ・バッソらを指導。その後テレビ解説者等の活動を経て、2001年に国際自転車競技連合(UCI)の運営委員となり、その後はUCIプロツアー評議会(UPTC)の会長職を務めた。

## 主な実績
1962年
ジロ・デ・イタリア
第15ステージ優勝、総合5位
1963
ジロ・デ・イタリア
第1、16ステージ優勝、総合2位
1964
ジロ・デ・イタリア
第1、14ステージ優勝、総合4位
1965
ジロ・デ・イタリア
 総合優勝
第6、13、19ステージ優勝
ツール・ド・ロマンディ 総合優勝
1966
ツール・ド・ベルギー 総合優勝
ジロ・デ・イタリア
第13ステージ優勝、総合7位
1967
ツール・ド・ロマンディ 総合優勝
ジロ・デ・イタリア
第20ステージ優勝、総合4位
1968
 世界選手権・プロロード 優勝
1969
 国内選手権・個人ロード優勝
ツール・ド・スイス 総合優勝、区間2勝
ジロ・デ・イタリア
第22ステージ優勝、総合12位